# Larry Cross
Larry Cross (eigentlich Russell Titus; * 25. Dezember 1913 in Saint John; † 29. Juni 1976  in London, Vereinigtes Königreich) war ein kanadischer Schauspieler.

## Leben
Cross spielte in zahlreichen Fernsehserien und einigen Filmen Nebenrollen als meist unscheinbarer Bürger, Richter, Ladenbesitzer oder Militär. So spielte er in …und Scotland Yard schweigt (1967) als „Mr. Austen“, in Der Brief an den Kreml (1970) als „Kontaktmann“ und in Ahnungslos (1972) als „Gambler“ mit.
Seine gesamte, in Großbritannien spielende, Karriere begann 1954 und hielt bis in sein Todesjahr an. Insgesamt wirkte er in 60 Produktionen mit.

## Filmografie (Auswahl)
- 1954: Willie the Squouse (Fernsehfilm)
- 1956: Die Bande mit dem Schnellboot (Raiders of the River)
- 1956: Keiner ging an ihr vorbei (Wicked as They Come)
- 1957: Der Junge aus Kanada (The Kid from Canada)
- 1957: Zwölf Sekunden bis zur Ewigkeit (Time Lock)
- 1958: Mit 1000 Volt in den Tod (Escapement)
- 1961: Die Verfolger (The Pursuers) (Fernsehserie, 1 Folge)
- 1963: Simon Templar (The Saint) (Fernsehserie, 1 Folge)
- 1963: Auch die Kleinen wollen nach oben (The Mouse on the Moon)
- 1963: Der Killer wird gekillt (The Girl Hunters)
- 1963: Die Sieger (The Victors)
- 1963: Gefährliche Geschäfte (The Third Man) (Fernsehserie, 1 Folge)
- 1965: Ist ja irre – der dreiste Cowboy (Carry On Cowboy)
- 1966: Mit Schirm, Charme und Melone (The Avengers) (Fernsehserie, 1 Folge)
- 1967: Die Gräfin von Hongkong (A Countess from Hong Kong)
- 1967: … und Scotland Yard schweigt (The Man Outside)
- 1967: Der Mann mit dem Koffer (Man in a Suitcase) (Fernsehserie, 1 Folge)
- 1968: Sherlock Holmes (Fernsehserie, 1 Folge)
- 1969: Callan (Fernsehserie, 1 Folge)
- 1970: Der Brief an den Kreml (The Kremlin Letter)
- 1972: Ahnungslos (Embassy)
- 1973: Baxter und die Rabenmutter (Baxter!)
- 1973: Die Rivalen von Sherlock Holmes (The Rivals of Sherlock Holmes) (Fernsehserie, 1 Folge)
- 1974: Brillanten und Kakerlaken (11 Harrowhouse)
- 1975: Der Wind und der Löwe (The Wind and the Lion)
- 1975: Thriller (Fernsehserie, 1 Folge)
- 1976: Hadleigh (Fernsehserie, 1 Folge)